# (10115) 1992 SK
(10115) 1992 SK  es un asteroide excéntrico, rocoso, clasificado como asteroide cercano a la Tierra (NEO) y asteroide potencialmente peligroso (PHA). Pertemece al grupo de los asteroides Apolo y mide aproximadamente 1 kilómetro de diámetro. Fue descubierto por los astrónomos americanos Eleanor F. Helin y Jeff T. Alu desde el Observatorio Palomar, California, el 24 de septiembre de 1992.

## Características físicas
El asteroide rocoso de tipo S orbita el Sol a una distancia entre 0,8 y 1,7 UA una vez cada 17 meses (509 días). Su órbita tiene una excentricidad de 0,32 y una inclinación de casi 15° con respecto a la eclíptica. Su mínima distancia de intersección con la órbita terrestre (MOID) es de 0,0460 UA (6 880 000 km). Esto lo hace un asteroide potencialmente peligroso, porque su MOID es menor que 0,05 UA y su diámetro es mayor que 150 metros. El primer precoverys fue obtenido en el Observatorio Palomar en 1953, extendiendo el arco de la observación del asteroide por 39 años antes de su descubrimiento.
Según las exploraciones llevadas a cabo por el Wide-field Infrared Survey Explorer (WISE) de la Nasa y la subsecuente misión NEOWISE, el asteroide mide entre 0,94 y 1 kilómetro de diámetro y su superficie tiene un albedo de 0,28 y 0,32. El proyecto ExploreNEOs encontró un albedo de 0,34 con un diámetro de 0,90 kilómetros, y el Collaborative Asteroid Lightcurve Link (CALL) calcula un diaámetro de 1,18 km basado en un albedo estándar para asteroides rocosos de 0,20.
Se han obtenido varias formas de curvas de luz a partir de observaciones fotométricas. En 1999, el astrónomo checo Petr Pravec construyó una curva de luz, que calculó un periodo de rotación de 7,328 ± 0,002 horas y una variación de brillo de 0,72 en magnitud.. En marzo de 2006, observaciones del astrónomo David Polishook obtenidas en el Observatorio WISE, Israel, le dieron un período de rotación de 7,31 ± 0,02 horas con una variación de brillo de 0,70 en magnitud (Factor de calidad U=2), y en noviembre de 2011, el astrónomo americano Brian Warner en el Palmer Divide Observatory de Colorado obtuvo una curva con un periodo de 7,323 ± 0,005 horas con una variación de brillo de 0,50 en magnitud (Factor de calidad U=3).